# Франко, Вероника
Веро́ника Фра́нко (итал. Veronica Franco; 25 марта 1546, Венеция — 22 июля 1591, Венеция) — венецианская поэтесса и куртизанка эпохи Возрождения.

## Биография
Дочь куртизанки Паолы Фракассы и Франческо Франко, и сама cortigiana onesta, то есть «достойная куртизанка» (так же можно «благочестивая» (а не «честная»)), подруга высокопоставленных людей, живущая открытой, публичной жизнью, происходила из семьи венецианских граждан.
Её семья входила в профессиональную касту, cittadini originari, которая составляла венецианскую правительственную бюрократию и религиозные братства. Её отец был купцом и имел собственный герб. Вероника была единственной дочерью в семье, где воспитывалось ещё трое сыновей. Её интеллектуальная жизнь началась с совместного обучения вместе с ними у частных преподавателей.
Из сохранившихся записей известно, что к 18 годам она недолго побывала замужем за доктором Паоло Паницца, после чего рассталась с ним, вернув себе приданое. Судя по завещанию, датированному 10 августа 1564 года, она уехала от него, ещё будучи беременной. Возможно, отцом был Джакомо де Бабалли ди Рагуса, хотя сама Вероника была не уверена в этом. Всего у неё родилось шестеро детей, трое из которых умерли во младенчестве. Отцом одного из них будет венецианский аристократ Андреа Трон, а другого — Джакомо ди Бабалли, состоятельный купец из Рагусы (Дубровник).
Уже в 1565 году, не достигнув и двадцати лет, она была включена в «Il Catalogo di tutte le principale et più honorate cortigiane di Venezia» («Перечень всех основных и наиболее уважаемых куртизанок Венеции»). Она была «чтимой куртизанкой» (cortigiana onesta), то есть принадлежала к элитарной категории. Согласно этому перечню, она жила на Кампо-Санта-Мария-Формоса вместе с матерью.
С 1570-х годов стала участницей литературного салона Доменико Веньера, бывшего венецианского сенатора и советчика многих женщин-литераторов, включая Туллию д’Арагон и Модерату Фонте. Веньер обеспечил ей материальный достаток, а также купил для неё большое собрание книг, которое стало предметом зависти интеллектуалов города.
К 1570-м годам она входила в наиболее престижные литературные круги города, участвуя в дискуссиях, её сочинения входят в антологии поэзии. Жила богато, играла на лютне и спинете, разбиралась в литературе Древней Греции и Рима, общалась с мыслителями, поэтами, художниками и политиками. Её посещали Челио Маньо, Бернардо Тассо, Спероне Сперони. Среди её возлюбленных был король Генрих III, который, путешествуя из Польши во Францию в июле 1574 года, заехал в Венецию. Королю её имя назвал патриций Андреа Трон, один из 40 джентльменов в венецианском эскорте Генриха и отец её ребёнка. Затем Вероника пошлёт королю свой портрет, два сонета и письмо, где сравнит его с Юпитером. Мишель Монтень упоминает её в своем «Дневнике путешествия по Италии 1580—81 гг.», указывая, что её портрет написал Якопо Тинторетто (хотя какой это именно портрет, до сих пор не установлено, сохранившееся полотно атрибутируют менее знаменитому родственнику Доменико Тинторетто), и что она выразила Монтеню своё почтение, прислав экземпляр своих «Писем».

### Поздний период жизни

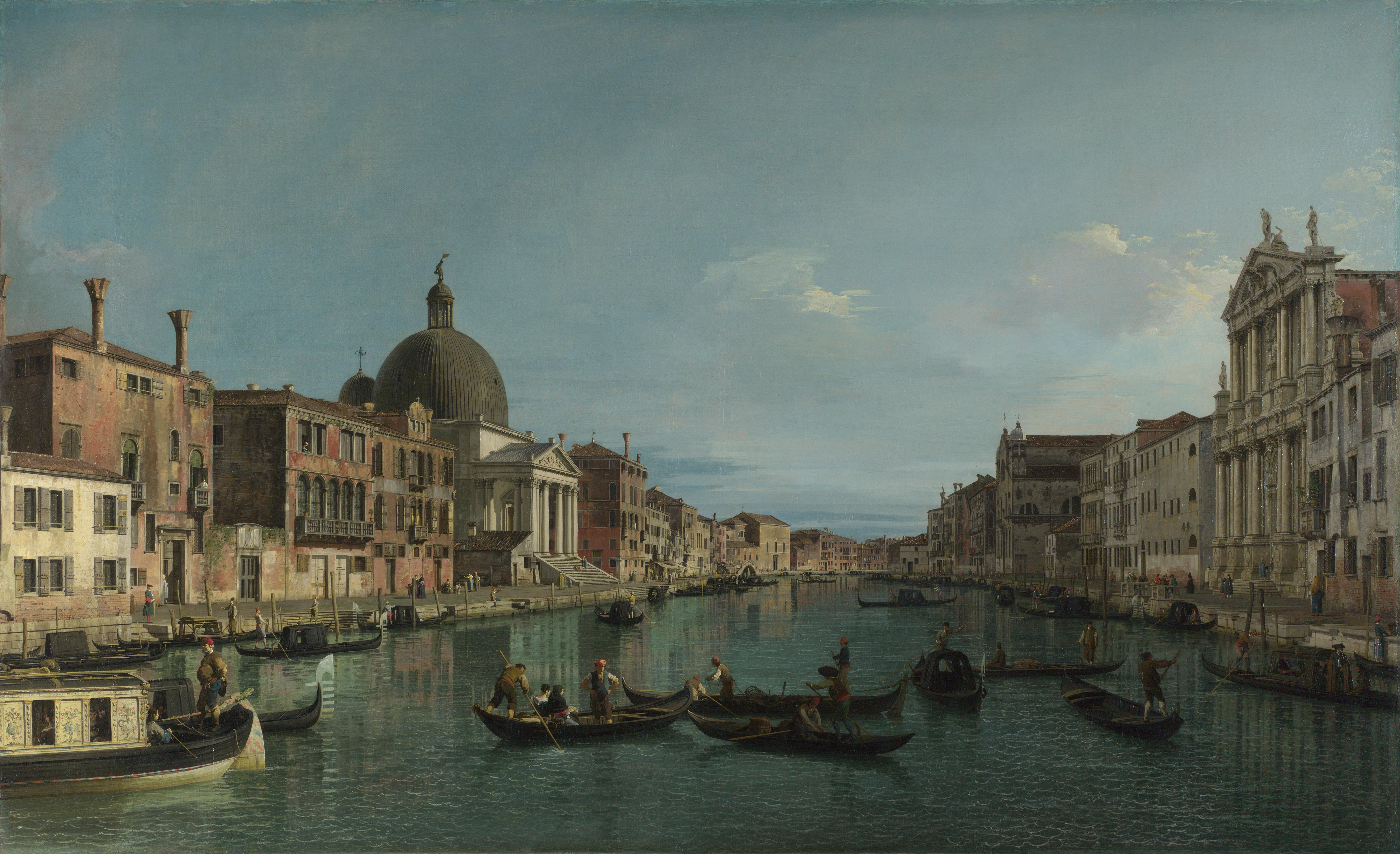
Каналетто. Гранд-канал в Венеции

В 1575 году, во время эпидемии чумы, Вероника была вынуждена покинуть Венецию, её дом и имущество были разграблены.
На плечи вернувшейся в Венецию в 1577 году Вероники к тому времени легла забота не только о её собственных детях, но и об осиротевших племянниках.
8 октября 1580 года ей пришлось защищаться от обвинений инквизиции в колдовстве и ереси, будто бы практиковавшемся в её доме: «использование дьявольских инвокаций, запретные игры в её доме, наведение любовных чар на немецких купцов, поедание мяса по пятницам, пренебрежение посещением церкви и ложь относительно своего брачного статуса для того, чтобы носить украшения, запрещённые проституткам». Обвинения были выдвинуты по навету Ридольфо Ваннителли, наставника её сына. «Согласно документам, она блестяще себя защищала на венецианском диалекте, с большой страстностью и уверенностью в своей правоте, которые поразили присутствующих настолько, что обвинение было снято». В свою очередь, Вероника упомянула, что данный Ридольфо Ваннителли воровал из её дома. (Скорее всего, это обвинение было спровоцировано обращением, которое Вероника ранее, 20 мая, подала патриарху о том, что её обворовали). Её умная защита, помощь Доменико Веньера и хорошее отношение инквизитора спасли её от обвинений. 13 октября разбирательство было приостановлено после второго заседания, никаких свидетелей обвинения не было привлечено. Именно из этих протоколов известно о том, что она родила 6 детей, в том числе двух сыновей по имени Ахилл и Эней.
Но её репутации был нанесён ущерб, и её успехи идут на спад. Её верный покровитель и друг Доменико Веньер умер в 1582 году.
Как предполагают некоторые исследователи, к этому времени Вероника «встала на хороший путь». Её считают автором двух анонимных и неподписанных документов, где городскому совету предлагается создать дома для бедных женщин, управляющим которыми автор (Вероника?) готова стать. Эту версию выдвинул Эммануэль Чиконья (Emmanuele Cicogna, 1824—1863), и некоторые современные исследователи продолжают разделять его точку зрения. Подобный дом (Casa del Soccorso) был основан в 1580 году некой венецианкой, но свидетельства, которые поддержали бы гипотезу, что ею была Вероника Франко, отсутствуют.
После 1580 года информация о ней скудна. По некоторым свидетельствам, Вероника умерла в бедности. По другим данным, документы свидетельствуют, что хотя её положение на исходе лет не было столь процветающим, как в юности, но, тем не менее, она не бедствовала. Налоговые декларации 1582 года свидетельствуют, что она жила в части города вблизи церкви Сан-Самуэле, где обитало много обездоленных проституток. Свою литературную деятельность она прекратила. Скончалась в возрасте 45 лет после 20 дней, проведённых в горячке неизвестного происхождения. Существует версия, что последние годы она провела в покаянии.

## Творчество
Литературная деятельность Вероники охватывает 1570—80 годы. Изучала философию, выпустила при жизни две книги: Terze rime (1575) и Lettere familiari a diversi (1580). Её сонеты вошли в различные сборники.
После смерти графа Эктора Мартиненго в 1575 году она стала редактором-составителем сборника сонетов, написанных различными авторами на его смерть: «Rime di diversi eccellentissimi autori nella morte dell’Illustre Sign. Estor Martinendo Conte di Malpaga», куда она включила 9 сонетов, написанных ею самой.

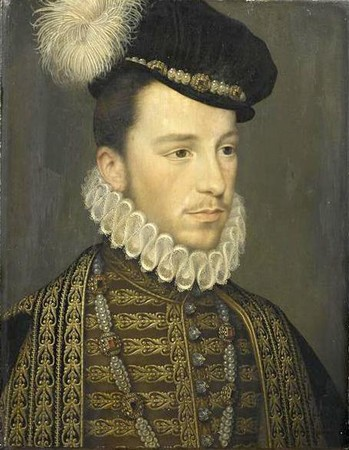
Король Генрих III

Бери, святой король, лишённый всех пороков, 

Рукой покорною протянутый моей 

Лик, тонкой кистью на эмали крутобокой, 

Так верно писанный, что нет его точней.

И если сей портрет, нелепый и убогий,

Своим не удостоишь взглядом – пожалей!

В подарке оцени старанья, не итоги:

Намерений благих нет ничего ценней.

 

От доблести твоей, бессмертной и небесной, 

И в брани, и в миру доказанной не раз, 

Горит моя душа, а в сердце стало тесно.

И алчу я теперь, пока пыл не угас,

Тебя ввысь вознести, чтоб стало повсеместно

Известно всем: гостил ты среди нас.

В 1575 году был опубликован «Terze rime» (с посвящением Гульельмо I Гонзага, герцогу Мантуанскому), которые содержали 18 посланий (capitoli), написанных ею в terza rima, то есть терцинами, и 7 — от неизвестного мужчины, предположительно Марко Веньера. (Как гласит легенда, их связывала любовь, и в некоторых экземплярах «мужские» стихи подписаны его именем. С другой стороны, его родственник Маффио Веньер, племянник Доменико, высмеивал её в резких сатирах, ср. «Veronica, ver unica puttana»).
Согласно другой версии, эти стихотворения от мужского лица также написала Вероника. Главной темой пространных и на сегодняшний вкус старомодных «Terze rime» являются взаимоотношения между мужчиной и женщиной.
Искусство написания стихов возвышало её над другими женщинами её профессии, менее образованными. Её стихи откровенны и сексуальны. Она оспаривает клише любовной поэзии, заложенной Петраркой, подрывая традиционное изображение женщины как безмолвного объекта любви, далёкого, жестокого и недосягаемого, настаивает на диалоге и взаимодействии. В её стиле и словарном запасе прослеживается влияние «Стихов» и «Сатир» Пьетро Аретино. Интонации Вероники зачастую полемические. В одном из своих стихотворений она ставит своё служение Венере выше служения Аполлону, хотя в дальнейшем продолжает настаивать на том, что она посвящена одновременно и Фебу, и Венере. В стихах против своих врагов Вероника защищает не только себя, но и весь женский пол.
В 1580 году она опубликовала «Lettere familiari a diversi» (Сочинения, написанные в юности), которые включали 50 писем, а также два сонета, посвящённых Генриху III, с которым она встретилась шестью годами ранее. Книга имела посвятительное письмо кардиналу Луиджи д’Эсте. Только два письма имеют указанные имена адресатов: письмо № 1 написано королю Генриху, письмо № 21 — Якопо Тинторетто. В этих письмах Вероника защищает свой престиж и настаивает на своей интеллектуальной автономности и праве давать советы и рассуждать на социальные темы. Она утверждает, что может видеть добродетель в предметах, даже если сама не является добродетельной. Её письма посвящены семейным и гражданским идеалам, важности образования. В письме № 22 Вероника советует некой женщине не разрешать своей дочери идти в куртизанки, вместо того, чтобы выйти замуж, и без прикрас описывает жизнь куртизанок. В текст также включены два сонета, посвященных королю Генриху по случаю его приезда в Венецию в 1574 году. В этих сонетах она превозносит его добродетели как монарха, а также описывает процесс преподнесения ему своего портрета.

## Образ в искусстве
В 1998 году на экраны мира вышел фильм Маршалла Херсковица «Dangerous Beauty» (в русском прокате «Честная куртизанка»), снятый по биографии Вероники Франко, которая была написана Маргарет Розенталь (1992). Роль Вероники в нём сыграла английская актриса Кэтрин Маккормак. Действие происходит в 1583 году, в фильме описывается предполагаемая любовная история Вероники и родственника Доменико Верньера — Марко.